# Detlef Hübner
Detlef Hübner (* 22. Dezember 1954) ist ein deutscher Unternehmer und ehemaliger Autorennfahrer.

## Unternehmer
Detlef Hübner ist Geschäftsführer und Hauptaktionär der Deufol SE. Das in Hofheim am Taunus ansässige, weltweit aktive Verpackungslogistik-Unternehmen erwirtschaftete 2019 mit 2185 Mitarbeitern an 92 Standorten einen Umsatz von 247 Millionen Euro.

## Automobilsammlung
In der Sammlung von Detlef Hübner befinden sich exklusive Automobile. Dazu gehören ein Bugatti Veyron 16.4 Super Sport, ein Ferrari LaFerrari und ein Opel Diplomat V8. Er gehört zu den wenigen Autofahrern der Welt, die mit einem Straßenwagen mehr als 400 km/h schnell gefahren sind.

## Karriere im Motorsport
Detlef Hübner war in den 1990er-Jahren drei Saisons in der BPR Global GT Series aktiv. Erfolge konnte er vor allem beim 1000-km-Rennen von Paris feiern. Nach einem dritten Rang 1994, gemeinsam mit Ernst Palmberger und Danny Pfeil im Porsche 911 Carrera RSR, konnte er das Langstreckenrennen 1995 gewinnen. Teampartner im Porsche 911 GT2 war diesmal Stefan Oberndorfer.